# Loi relative à la liberté de la création, à l'architecture et au patrimoine
Lire en ligne

Loi no 2016-925 du 7 juillet 2016 relative à la liberté de la création, à l'architecture et au patrimoine sur Légifrance

La loi relative à la liberté de la création, à l'architecture et au patrimoine ou LCAP (ou également parfois, loi CAP) a été promulguée en juillet 2016. Elle vise à protéger et garantir la liberté de création et à moderniser la protection du patrimoine culturel. 
Le projet de loi est présenté au nom du Premier ministre Manuel Valls par Fleur Pellerin, ministre de la Culture et de la Communication, puis par Audrey Azoulay, ministre de la Culture. 

## Origines du projet de loi
L’objectif du projet de loi « Liberté de création, architecture et patrimoine » est de protéger la libre création ainsi que la préservation du patrimoine culturel français. Il s’inscrit dans le mouvement français de reconnaissance de la diversité culturelle et des formes de création artistique. 
Ce projet de loi fait en partie écho aux attentats contre Charlie Hebdo qui se sont déroulés en janvier 2015, ainsi qu'à la multiplication d'initiatives d'élus locaux et d'associations de faire interdire la diffusion d'œuvres artistiques.

## Discussion au Parlement
Le projet de loi est présenté en Conseil des ministres le 8 juillet 2015 par Fleur Pellerin, Ministre de la Culture et de la Communication.
Le 17 septembre, le rapporteur Patrick Bloche (PS) dépose son rapport sur le projet de loi, fait au nom de la Commission des Affaires culturelles et de l'Éducation. 
Le 28 septembre 2015, le projet de loi relatif à la création artistique, à l’architecture et au patrimoine est examiné en première lecture à l’Assemblée nationale. Le texte est adopté par la chambre basse le 6 octobre 2015, puis au Sénat le 1er mars 2016. Il revient ensuite à l'assemblée, où il est adopté en seconde lecture le 22 mars 2016. Il est ensuite adopté en seconde lecture au Sénat le 25 mai 2016. La commission mixte paritaire parvient à un accord sur le texte le 15 juin suivant. Le texte est adopté définitivement par l'Assemblée nationale le 21 juin et par le Sénat le 29 juin.

## Contenu de la loi
Le projet LCAP a pour objectif de garantir l’exercice de la liberté de la création, et de permettre un meilleur partage de la culture. Il prévoit de nouvelles règles de diffusion pour les chansons francophones à la radio, et le développement d'un dispositif d’éducation artistique et culturelle, notamment via les conservatoires. 
Le volet du projet de loi consacré à l’architecture replace l’architecte au cœur du processus de création, et propose l’instauration d’un « permis d’expérimenter ». Il diminue de 170 à 150 m2 le seuil au-delà duquel le recours d'un architecte est obligatoire.
Le troisième volet est consacré au patrimoine culturel. Il préconise notamment la simplification de la terminologie appliquée aux types d’espaces protégés en instaurant un label unique de « Cité historique », rebaptisé ensuite par le Sénat « Site patrimonial remarquable ». 
Le projet de loi adopté définitivement se compose de 119 articles, et contient parmi ses principales dispositions :

### Liberté de création et création artistique
- Consécration du principe de liberté de création artistique[9]
- Fixation des objectifs des politiques de l'État et des collectivités territoriales en matière de création artistique et affirmation du principe de liberté de programmation artistique[10]
- Consolidation du cadre juridique de la politique de labellisation des structures du spectacle vivant et des arts plastiques par le ministre de la Culture[11]
- Amélioration de l'équilibre dans les relations contractuelles entre les artistes-interprètes et les producteurs par application de dispositions comparables à celles régissant les contrats d'auteur[12]
- Création d'un médiateur de la musique chargé d'une mission de conciliation dans les litiges entre artistes-interprètes et producteurs[13]
- Amélioration de la transparence des comptes de production et d'exploitation des œuvres cinématographiques[14]
- Réforme de l'exception au droit d'auteur au profit des personnes handicapées[15]
- Restructuration de l'enseignement supérieur de la création artistique, du cinéma et de l'audiovisuel ; clarification des missions des établissements d'enseignement supérieur[16]

### Patrimoine culturel et architecture
- Consécration législative des fonds régionaux d'art contemporain[17]
- Prise en compte de la dimension scientifique de la protection du patrimoine archéologique et renforcement des dispositions en matière d'archéologie préventive[18]
- Réforme des instances consultatives nationales et locales du patrimoine[19]
- Modification de diverses dispositions du code du patrimoine et création, notamment, des sites patrimoniaux remarquables[20]
- Création du label Architecture contemporaine remarquable, qui remplace le label « Patrimoine du XXe siècle »[21]

La ministre de la Culture Audrey Azoulay indique avoir « tenu à ce qu’on [...] apporte deux modifications » au projet de loi, l'une qui « réaffirme le rôle de l’État » sur le patrimoine, et l'autre qui rend « les quotas de chansons francophones plus contraignants » à la radio.

## Réactions
Après l'introduction d'un amendement, Wikimédia France dénonce à partir de juin 2016 « la création d’un droit patrimonial sur les domaines nationaux » et « la taxe sur les moteurs de recherche qui rend inopérantes les licences libres ». En effet, l'article nouvellement créé L621-42 du code du patrimoine conditionne « l'utilisation à des fins commerciales de l'image des immeubles qui constituent les domaines nationaux », à une autorisation préalable. Cette restriction est incompatible avec les licences libres utilisées par Wikimedia Commons.